# Jim Williams (dartsjátékos)
Jim Williams (Cardiff, 1984. július 27. –) walesi dartsjátékos. 2012-től 2020-ig a British Darts Organisation, majd 2021-től a Professional Darts Corporation tagja. 2020-ban világbajnoki döntőt játszott a BDO-nál. Beceneve "The Quiff".

## Pályafutása

### BDO
Williams 2012-től indult a BDO által szervezett tornákon, amelynek versenyein eredményességben fokozatosan előrelépett az évek során.
2017-ben játszotta első nagytorna döntőjét, amely a Finder Masters tornán volt, a döntőben a holland Danny Noppert ellen kapott ki 5–3 arányban.
2019-ben már megszerezte első nagytorna-győzelmét, amelyet a BDO World Trophy-n könyvelhetett el, legyőzve 8–6-ra Richard Veenstra-t.
A BDO világbajnokságokon évről-évre egyre tovább tudott jutni, 2018-ban negyeddöntőt, 2019-ben elődöntőt, 2020-ban pedig már döntőt játszhatott. A döntőben honfitársa Wayne Warren ellen játszott, aki 7–4-re legyőzte őt, és megszerezte a BDO történetének utolsó világbajnoki címét.

### PDC
A 2021-es évtől a PDC versenyein indul. Első világbajnoksága a 2022-es volt, amelyen a második körig jutott, ahol Joe Cullen ellen 3–2-es vereséget szenvedett. 2022-ben megszerezte első PDC tornagyőzelmét egy Players Championship fordulón Barsnley-ban.
A 2023-as PDC világbajnokságon már egy körrel tovább jutott, ahol Gabriel Clemens ellen búcsúzott a legjobb 32 között.
A következő világbajnokságon ugyanezt a teljesítményt ismételte meg, ezúttal Raymond van Barneveld ellen ért számára véget a világbajnokság.

## Világbajnoki szereplései

### BDO
- 2014: Első kör (vereség  Dave Prins ellen 0–3)
- 2016: Második kör (vereség  Wesley Harms ellen 3–4)
- 2017: Második kör (vereség  Jamie Hughes ellen 1–4)
- 2018: Negyeddöntő (vereség  Glen Durrant ellen 4–5)
- 2019: Elődöntő (vereség  Glen Durrant ellen 3–6)
- 2020: Döntő (vereség  Wayne Warren ellen 4–7)

### PDC
- 2022: Második kör (vereség  Joe Cullen ellen 2–3)
- 2023: Harmadik kör (vereség  Gabriel Clemens ellen 3–4)
- 2024: Harmadik kör (vereség  Raymond van Barneveld ellen 1–4)
- 2025: Első kör (vereség  Paolo Nebrida ellen 2–3)

## Döntői

### BDO nagytornák: 3 döntős szereplés
| Történet                 |
| BDO Világbajnokság (0–1) |
| Zuiderduin Masters (0–1) |
| BDO World Trophy (1–0)   |

| Eredmény | Sorszám | Év   | Bajnokság          | Ellenfél a döntőben | Pontok   |
| Döntős   | 1.      | 2017 | Zuiderduin Masters | Danny Noppert       | 3–5 (sz) |
| Győztes  | 1.      | 2019 | BDO World Trophy   | Richard Veenstra    | 8–6 (l)  |
| Döntős   | 2.      | 2020 | BDO Világbajnokság | Wayne Warren        | 4–7 (sz) |

1. ↑  (l) = pontszám legekben, (sz) = pontszám szettekben.

## További tornagyőzelmei
| Players Championships - Players Championship (BAR): 2022 Challenge Tour - Challenge Tour: 2020, 2021 - Antwerp Open: 2015, 2017 - BDO International Open: 2018 - Belfry Open: 2018 | - Bruges Open: 2018 - England Masters: 2018 - England Open: 2019 - French Open: 2017 - Northern Ireland Open: 2018 - Scottish Open: 2020 - Swiss Open: 2017 - Turkish Open: 2015 - WDF World Cup Singles: 2015 - WDF World Cup Team: 2019 - MAD Darts Welsh Belt Winner: 2020 - UKDA National Singles Champion: 2023, 2024 |